# Victoria Max-Theurer
Victoria Max-Theurer (Linz, 24 octobre 1985) est une cavalière de dressage autrichienne. 

## Biographie
Elle est la fille de la cavalière Elisabeth Max-Theurer.